# Michael Schmaus
Michael Schmaus (17 de julho de 1897 - 8 de dezembro de 1993) foi um teólogo católico alemão especializado em dogmática.

## Vida
Schmaus nasceu em Oberbaar, Baviera.
Ele foi ordenado sacerdote em 1922 e obteve seu doutorado em Teologia Dogmática Católica com Martin Grabmann em 1924.
Depois de lecionar na Philosophisch-Theologischen Hochschule Freising, no seminário local e na Universidade de Munique, foi professor de teologia dogmática na parte de língua alemã da Universidade Charles de Praga (1928-1933) e de 1933 em diante na Universidade de Münster.
De 1946 até sua aposentadoria em 1965, ele foi professor de teologia dogmática católica na Universidade Ludwig Maximilian de Munique. Entre seus alunos estava Joseph Ratzinger - o futuro Papa Bento XVI - com quem se relacionou com sua habilitação para a Teologia Fundamental.
Ele foi Peritus (especialista teológico) por parte do Concílio Vaticano II.
Em 12 de novembro de 1983, o Papa João Paulo II concedeu-lhe o título honorário de protonotário apostólico.
Ele era melhor como um sintetizador do que como um criador. Suas duas obras sobre o dogma católico ainda são obras padrão.
Ele morreu em Gauting, Alta Baviera, em 1993.

## Obras
- Katholische Dogmatik (Catholic Dogma), 3 volumes, 1938-1941
- Dogma (uma obra diferente), 6 volumes 1968,ISBN 0 87061 095 3